# Tugendbund

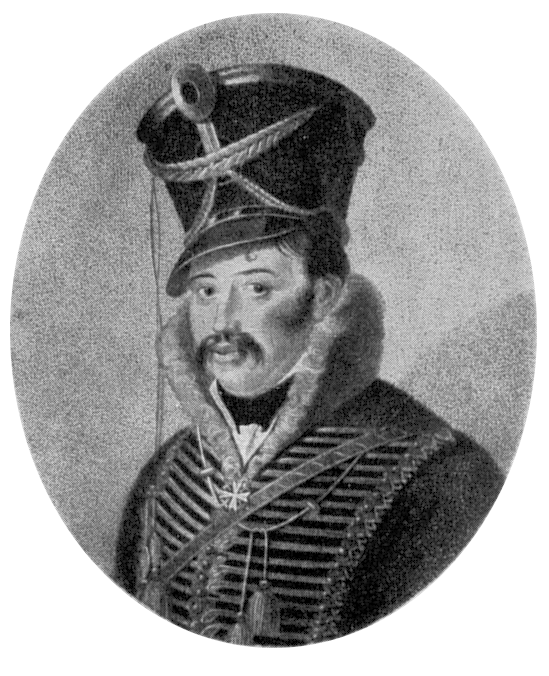
Ferdinand von Schill

Tugendbund sau Liga Virtuții a fost o societate secretă cvasi-masonică fondată în iunie 1808, cu scopul de a revitaliza spiritul naționalist al prusacilor după înfrângerea lor de către Napoleon. A fost înființată după bătălia de la Jena-Auerstedt, în primăvara anului 1808, la Koningsberg.

## Istorie
Cele trei loji masonice din Koningsberg care au înființat Tugendbund, au numit-o oficial „Societatea științifică pentru exercitarea moralității” (Sittlich Wissenschaftlicher-Verein). În ciuda faptului că societatea specifică a fost aprobată de Frederick William III la 30 iunie 1808, ea a întâmpinat ostilitatea lui Heinrich Friedrich Karl vom und zum Stein, care a căutat să-și promoveze propria viziune asupra reformelor prusace. Societatea a fost interzisă inițial prin decret napoleonian și apoi de Frederic William III în decembrie 1809.

## Obiective și revolte

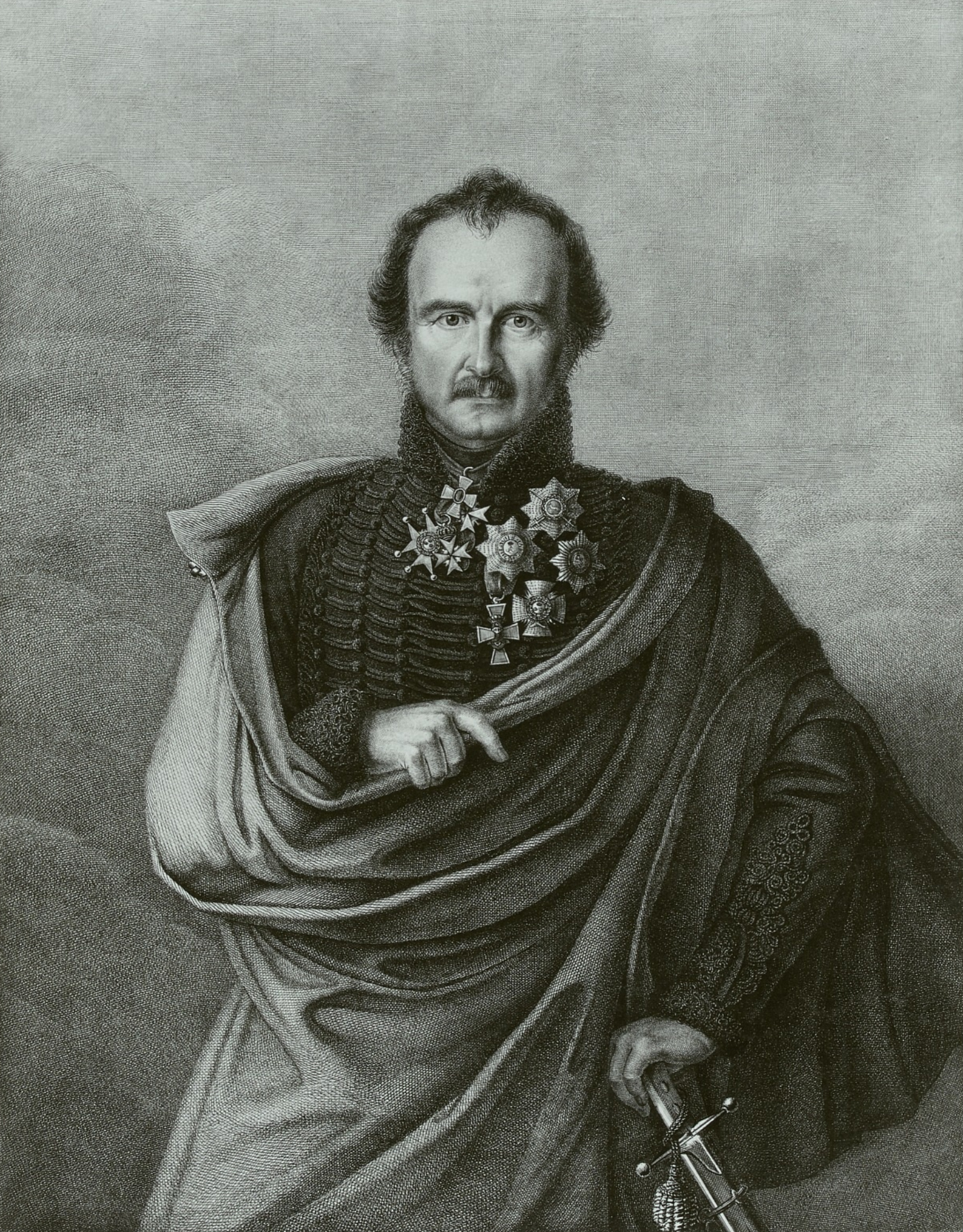
Wilhelm von Dörnberg de Ludwig Emil Grimm (1790–1863)

Obiectivele Tugendbund erau aparent pedagogice. Cu toate acestea, unii membri, încurajați de succesele revoltei spaniole, au fost convinși că au nevoie de acțiuni militare mai directe împotriva Franței. În aprilie 1809 Friedrich von Katte, fost ofițer prusac a condus o revoltă în Westfalia cu scopul de a captura Magdeburg. Cu toate acestea, nu a reușit să ridice populația locală și împrăștiindu-și corpul militar de voluntari s-a întors la Berlin, unde a fost arestat. 
Curând, un alt membru al Tugendbund, Wilhelm von Dörnberg, fost militar, a condus o altă revoltă, cu scopul de a ocupa Kassel, capitala Westfaliei. Dörnberg a fost în cele din urmă învins de trupele din Westfalia și a fugit în Anglia. 
Cea mai faimoasă dintre toate revoltele a fost revolta lui Ferdinand von Schill. Schill a participat la Tugendbund după război și a fost în contact cu Katte și Dörnberg. În aprilie 1809, Schill și-a condus regimentul de husari în Saxonia, până la granița cu Westfalia. Schill a fost ucis la Stralsund, în mai 1809. În luna iunie a aceluiași an au circulat la Berlin pliante care îl numeau erou și bun patriot. 
Sub presiunea lui Napoleon, care a încercat să suprime sentimentele anti-franceze, Frederic William III a ordonat eliminarea unor astfel de publicații. Tugendbund a fost desființat la sfârșitul anului 1809, în timp ce ofițerii supraviețuitori au fost condamnați și au fost demiși pentru rolul lor în revoltă. 

## Membri
Membrii Tugendbund erau în mare parte nobili liberali, reprezentanți ai intelectualității și oficiali. Societatea a fost înființată dintr-o rețea de grupuri dedicate cultivării sentimentelor patriotice, cu scopul final de a elibera teritoriul german de sub ocupația franceză. Acesta a fost motivul care a promovat reformele practice și îmbunătățirea morală prin educație. Deși a fost deschisă tuturor profesiilor și religiilor, nu a devenit niciodată o organizație de masă.
Până în august 1809, Tugendbund avea 748 de membri, majoritatea birocrați de rang înalt, academicieni și clerici. Au fost reprezentați și comercianți, studenți și artizani, deși într-o proporție mai mică.  Rețeaua generală a societății a fost formată din grupuri din Prusia de Est, Pomerania, Brandenburg și Silezia.  Societatea a fost desființată oficial în ianuarie 1810. 